# Carl Andreas Duker
Carl Andreas Duker (Charles André Ducker), né en 1670 à Unna et mort le 5 novembre 1752 à Meiderich, est un historien et philologue allemand.

## Biographie
Il professa longtemps l'histoire et l'éloquence à l'université d'Utrecht.
On lui doit d'excellentes éditions :
- de Florus, Leyde, 1722
- de Thucydide, Amsterdam, 1731, in-fol.

Ses Notes ont toutes été conservées dans le Thucydide de Deux-Ponts.

## Sources
Cet article comprend des extraits du Dictionnaire Bouillet. Il est possible de supprimer cette indication, si le texte reflète le savoir actuel sur ce thème, si les sources sont citées, s'il satisfait aux exigences linguistiques actuelles et s'il ne contient pas de propos qui vont à l'encontre des règles de neutralité de Wikipédia.